# STS-61-K
STS-61-K – anulowana misja promu kosmicznego Columbia. Na początku planowana na lipiec 1986 r. Później przełożona na styczeń 1987 roku. Po katastrofie Challengera przełożona na marzec 1987 roku, a następnie anulowana.

## Załoga
- Vance Brand – dowódca
- David Griggs – pilot
- Robert Lee Stewart – specjalista misji
- Owen Garriott – specjalista misji
- Claude Nicollier – specjalista misji
- Byron Lichtenberg – specjalista misji
- Michael Lampton – specjalista ładunku
- Robert Stevenson – specjalista ładunku